# Ингрид, история фотомодели
«Ингрид, история фотомодели» (нем. Ingrid - Die Geschichte eines Fotomodells) — романтическая кинокомедия Гезы фон Радваньи, в главных ролях — Йоханна Мац и Пауль Хубшмид. Луи де Фюнес исполняет небольшую роль модельера Д’Арижо; он произносит только два слова: «Модель Ингрид».

## Сюжет
Сюжет построен на любовном треугольнике: два фотографа влюбляются в одну фотомодель.